# Boulangerite
La boulangerite è un minerale, un solfuro di piombo e antimonio.
Il nome deriva dall'ingegnere minerario francese Charles Louis Boulanger (1810–1849).
Scoperto e descritto dal mineralogista Thaulow nel 1837.

## Abito cristallino
I cristalli sono prismi allungati striati longitudinalmente, aghiformi e piumosi.

## Origine e giacitura
Di origine idrotermale di bassa e media temperatuta, ha paragenesi con jamesonite, zinkenite, stibnite, plagionite e sfalerite.
Il minerale si trova in vari giacimenti metalliferi insieme a blenda, galena, pirite, e vari solfuri di antimonio e di piombo.

## Forma in cui si presenta in natura
Si presenta in cristalli, in aggregati granulari, fibrosi o feltrosi, massivi.

## Caratteri fisico-chimici
Gli aghi sono flessibili. Viene decomposto parzialmente da HNO3, solubile in HCl concentrato a caldo con formazione di H2S. Fonde al cannello.
Le comuni impurità della boulangerite sono: rame, zinco, stagno e ferro
- Peso molecolare: 1887,90 grammomolecole[1]
- Densità di elettroni: 5,12 g/cm³[1]
- Indici quantici[1]:
  - Fermioni: 0,12
  - Bosoni: 0,88
- Indici di fotoelettricità[1]:
  - PE: 1093,55 barn/elettroni
  - ρ: 5600,36 barn/cm³
- Indice di radioattività:  GRapi: 0 (Il minerale non è radioattivo)[1].

## Località di ritrovamento
- In Europa: a Molières nel Gard (Francia) dove il minerale fu scoperto originariamente[3]; a Trepča (Kosovo) da dove provengono i campioni migliori[3]; nella zona delle Alpi Tauri (Austria)[3]; a Surrein presso Sedrun in Val Tavetsch nel Cantone dei Grigioni (Svizzera)[3]; a Salisburgo, Clausthal e Wolfsberg (Germania); a Příbram (Repubblica Ceca); a Sala e Boliden (Svezia); a Nertchinsk (Siberia);
  - In Italia: nella zona delle gola di Lugomagno sono state trovate delle concrezioni aciculari di boulangerite su quarzo[3];  in aggregati di sottilissimi aghetti simili a feltro è stata trovata nella miniera di Brosso (in provincia di Torino)[3]; rarissima è nella miniera di fluorite di Corvara nella Val Sarentino[3], nella Valle Aurina[3] e nel comune di Sarentino (provincia di Bolzano); infine in una miniera presso Seravezza nelle Alpi Apuane, ove frugando in alcune discariche si riusciva fino a qualche tempo fa a trovare qualche microcristallo di questo minerale[3] e nella miniera di piombo del Bottino, nel comune di Stazzema (provincia di Lucca); in alcune geodi del marmo di Carrara;
- In America[3]: in una miniera presso Mazapil (Messico); in una miniera dello stato di Washington (USA) da dove viene una struttura compatta e fibrosa.

## Varietà
Se i cristalli aciculari hanno consistenza feltrosa, si ha la varietà plumosite. La falkmanite è una varietà di boulangerite ricca di piombo.